# Braille Without Borders
Braille Without Border, en allemand Braille Ohne Grenzen, est une organisation non gouvernementale internationale pour les malvoyants des pays en développement. Elle a été fondée à Lhassa au Tibet par Sabriye Tenberken et son partenaire, Paul Kronenberg, en 1998.
L'organisation était, à l'origine, appelée Project for the Blind, Tibet et fut renommée en 2002.

## Activités

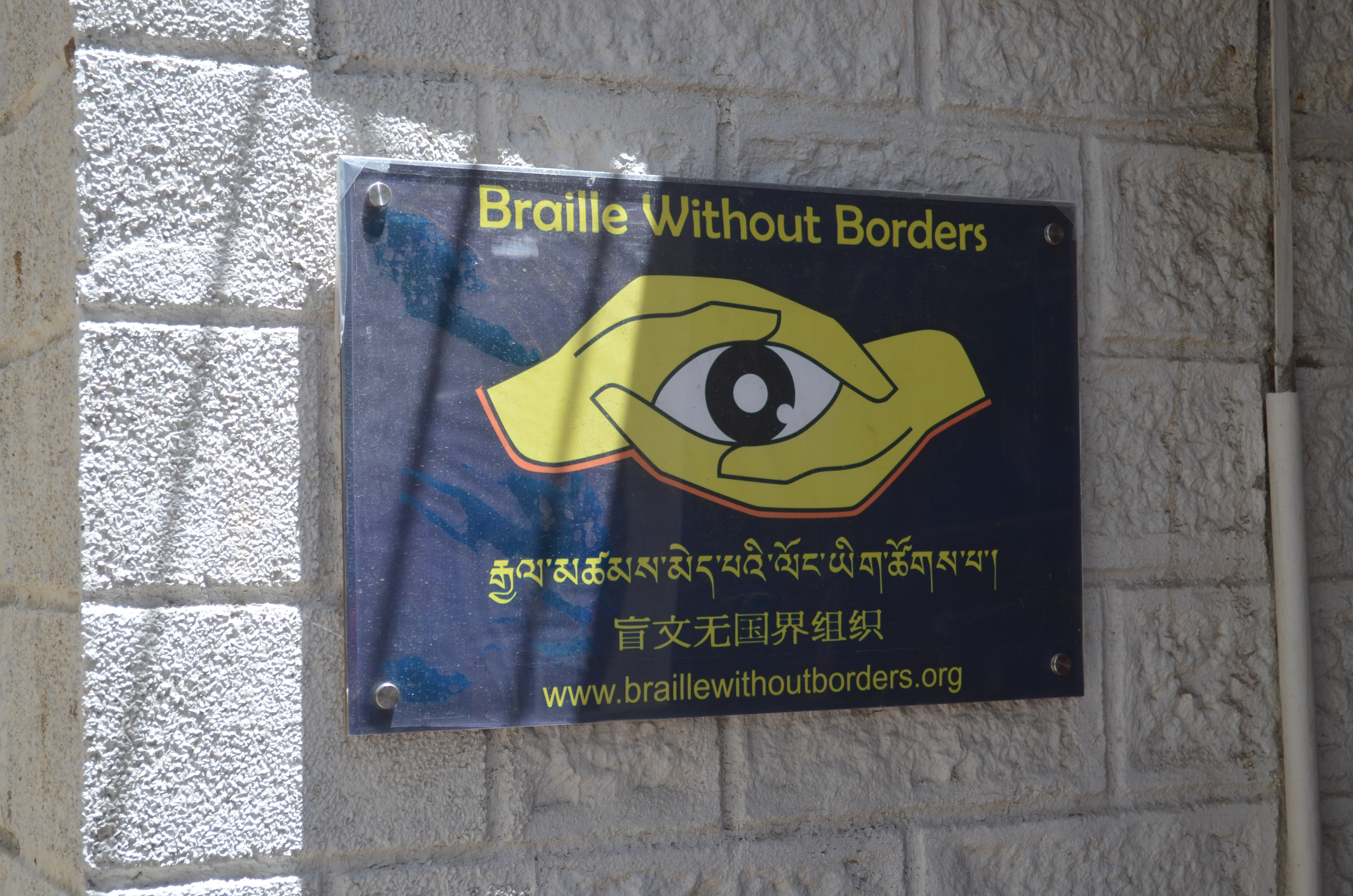
Plaque de Braille Without Borders.

Le but de l’organisation est de donner de l’espoir et les compétences pratiques aux malvoyants et, en particulier, de leur apprendre le braille tibétain (en). Si aucun type de braille n'existe pour une langue particulière, l'organisation doit en premier lieu le développer. 

## Écoles et centres

### Tibet
L'École pour aveugles, premier centre, une école pour enfants tibétains aveugles, a été créé à Lhassa en 1997.
Ferme de formation professionnelle : Un deuxième centre, une ferme et une fromagerie, pour la formation professionnelle des adultes a été établi à Pelshong, à 270 km à l'ouest de Lhassa, près de Shigatse.
En août 2017, il a été rendu public que les autorités chinoises fermeraient l'école pour aveugles ainsi que la ferme de formation professionnelle sans donner de raisons
.

### Inde
IISE : L' Institut international pour les entrepreneurs sociaux (IISE) a ouvert ses portes en janvier 2009. Cet établissement propose une formation de onze mois pour former des personnes voyantes et non voyantes à la création et à la gestion de leurs propres projets sociaux. L'IISE est situé à Kalliyoor, au bord du lac Vellayani, à environ 12 km de Trivandrum, capitale du Kerala, en Inde.
En 2011, l'IISE a changé de nom pour devenir « kanthari ». Le kanthari est une plante sauvage qui pousse dans tous les jardins du Kerala, un petit piment épicé aux nombreuses vertus médicinales. Il symbolise également ceux qui osent remettre en question les traditions néfastes et le statu quo, qui ont la fougue inébranlable et de nombreuses idées novatrices pour faire bouger les choses. Le kanthari deviendra le symbole d'un nouveau type de leader, un leader issu des marges de la société. La formation au leadership kanthari dure sept mois et commence toujours en mai.

## Crédit de traduction
- (en) Cet article est partiellement ou en totalité issu de l’article de Wikipédia en anglais intitulé « Braille Without Borders » (voir la liste des auteurs).